# Timaeta balzabamba
Timaeta balzabamba is een vlinder uit de familie van de Lycaenidae. De wetenschappelijke naam van de soort werd als Thecla balzabamba in 1945 gepubliceerd door Goodson.